# 鲁保罗
魯保羅‧安德烈‧查爾斯（英語：RuPaul Andre Charles，1960年11月17日—)，藝名魯保羅（RuPaul），是一位美國男演員、歌手及變裝皇后。 自2009年以来，他製作並主持了實境節目系列「魯保羅變裝皇后秀」，這個節目在2016年為他贏得艾美獎。2019年，他於Netflix的《AJ與皇后》中擔任主角，飾演一位變裝皇后。

## 職業生涯
魯保羅在聖地牙哥出生、長大，後來到亞特蘭大學習表演藝術。 最後落腳紐約，他成了紐約夜店的紅人。魯保羅以變裝皇后之姿以及單曲「超級名模」走紅國際。1996年，他成為MAC化妝品的代言人，為Mac愛滋病基金籌募資金 ，並成為第一個以變裝皇后身分為主要化妝品活動宣傳的人。 同一年，他從VH1得到了他自己的脱口秀，露波秀。他繼而發行專輯，成為錄音歌手，至今為止已發行了11張專輯，包括「狐狸精」（1996年）， 「冠军」（2009年）、 「舞台」（2011年）、 「天生赤裸」（2014年）和「美國人」（2017年）。

## 外部連結
- 官方网站
- RuPaul在互联网电影资料库（IMDb）上的資料（英文）